# Paul-Émile Léger
Paul-Émile Léger (ur. 26 kwietnia 1904 w Valleyfield, zm. 13 listopada 1991 w Montrealu) – kanadyjski duchowny katolicki, sulpicjanin, kardynał, arcybiskup metropolita Montrealu. 

## Życiorys
Po przyjęciu święceń kapłańskich 25 maja 1929 wstąpił do zgromadzenia sulpicjanów. Studiował prawo kanoniczne w Paryżu, był wykładowcą i wychowawcą nowicjuszy w instytutach formacyjnych Towarzystwa Sulpicjańskiego we Francji, Japonii i Kanadzie. Mianowany 25 marca 1950 arcybiskupem Montrealu, 12 stycznia 1953 zaś kardynałem prezbiterem tytułu Santa Maria degli Angeli. Poświęcił się przede wszystkim służbie ubogim i potrzebującym, starając się zaspokajać ich rzeczywiste potrzeby. Uczestniczył w obradach Soboru Watykańskiego II, zabierał głos w dyskusjach o liturgii, o źródłach objawienia, środkach społecznego przekazu, eklezjologii i wolności religijnej. 20 kwietnia 1968 złożył rezygnację z urzędu arcybiskupa Montrealu i poświęcił się pracy w leprozorium w Ngozi w Rwandzie. Ta decyzja wywołała wiele żywych reakcji na świecie. Uczestnik czterech konklawe w 1958, 1963 oraz obu w 1978. Obok Stefana Wyszyńskiego i Giuseppe Siriego jeden z trzech kardynałów XX wieku, którzy brali udział w czterech konklawe. W okresie 2 maja 1989 – 13 listopada 1991 pełnił funkcję protoprezbitera Kolegium Kardynałów. Był ostatnim żyjącym kardynałem z nominacji Piusa XII. Zmarł w Montrealu.